# Sédatif
« Calmant » redirige ici. Pour l’article homophone, voir Calment.
Un sédatif est une substance qui a une action dépressive sur le système nerveux central (c'est donc un psychotrope, et plus particulièrement un psycholeptique) et qui entraîne une relaxation, une réduction de l'anxiété, une somnolence, un ralentissement de la respiration et une diminution des réflexes. Un sédatif peut être aussi désigné comme tranquillisant, dépresseur, anxiolytique, soporifique, somnifère ou sédatif-hypnotique. À forte dose, la plupart des sédatifs peuvent entraîner des altérations de la conscience, le coma, voire la mort.

## Usage thérapeutique
Bien que les sédatifs ne soulagent pas directement la douleur, les médecins et les infirmiers en administrent fréquemment à leurs patients pour calmer l'anxiété provoquée par des actes ou des procédures douloureux ou anxiogènes. Ils peuvent être utiles, en conjonction avec des analgésiques, pour préparer le patient à la chirurgie et sont souvent utilisés avant une anesthésie ou tout autre acte stressant, comme l'IRM.
Ils permettent également de détendre les enfants et les sujets agités. Les patients en unité de soins intensifs sont presque systématiquement sous sédatif, bien qu'ils soient généralement en ces cas-là plutôt déjà dans un état inconscient.

## Dépendance aux sédatifs
La prise régulière de sédatifs (même à doses thérapeutiques) peut entraîner une dépendance soit physique, soit psychologique, soit encore les deux. Lorsqu'un utilisateur dépendant décroît ou cesse soudainement sa consommation, il va montrer des symptômes de sevrage qui vont de l'agitation, l'insomnie et l'anxiété aux convulsions et la mort. La dépendance, psychologique comme physique, peut être traitée, parfois très difficilement, des cas de sevrage aux benzodiazépines durant plusieurs années ont été répertoriés.

## Usages détournés et récréatifs
Tous les sédatifs peuvent être utilisés abusivement, mais les barbituriques sont responsables du plus grand nombre de problèmes, à cause d'une part de la « sur-prescription » des médecins et d'autre part de son usage non médical ou « récréatif » très répandu. Les personnes qui ont des difficultés à gérer le stress, l'anxiété ou le manque de sommeil sont particulièrement susceptibles d'abuser et de devenir dépendants de sédatifs. Les héroïnomanes en prennent parfois en conjonction avec leur drogue ou pour la remplacer temporairement. Les utilisateurs de stimulants les utilisent pour calmer une agitation excessive. D'autres en font un usage récréatif pour se relaxer et oublier leurs soucis.
L'overdose aux barbituriques est un facteur dans près d'un tiers des décès imputés aux drogues, incluant le suicide et l'empoisonnement accidentel aux médicaments (des morts accidentelles ont parfois lieu lorsqu'une personne sujette à une confusion due à un sédatif prend plusieurs fois sa dose de médicament).
Aux États-Unis, en 1998, un total de 70 982 appels relatif à l'ingestion de sédatifs ont été enregistrés par les centres antipoison. 2 310 d'entre eux (soit 3,2 %) se sont révélés être des problèmes toxiques majeurs et 89 (soit 0,1 %) ont abouti à la mort. Toujours aux États-Unis, à peu près la moitié des personnes admises aux urgences à la suite d'un usage non médical de sédatifs avaient une prescription médicale pour le produit, mais l'avaient utilisé à dose excessive ou l'avait consommé avec de l'alcool ou d'autres drogues. D'autres obtiennent des sédatifs de leurs amis qui possèdent une ordonnance légale ou encore sur fausse ordonnance.
Voir également : abus de barbituriques.
Les sédatifs, particulièrement le GHB, sont parfois administrés par certains violeurs, notamment lors de « viols commis par une connaissance »  (acquaintance ("date") rape en anglais).

## Sédatifs et alcool
L'alcool et d'autres sédatifs sont parfois combinés de façon imprudente ou dans un but récréatif. Étant donné que l'alcool est également un dépresseur du système nerveux central, les substances se renforcent mutuellement et cette association peut se révéler fatale. Un avertissement des dangers liés à la consommation concomitante d'alcool est présent dans la plupart des notices de médicaments sédatifs.

## Simili-drogues
Des simili-drogues (pilules faites pour imiter l'apparence et l'effet de sédatifs authentiques) sont vendues dans la rue. Ces copies peuvent contenir des médicaments en vente libre, comme des antihistaminiques, qui causent une somnolence. Comme toutes les drogues fabriquées et vendues illicitement, leur composition exacte et leurs effets ne peuvent pas être connus à l'avance.

## Liste
La liste suivante (non exhaustive) regroupe les principaux sédatifs connus, avec éventuellement leur surnom en tant que drogue.
- Barbituriques
  - allobarbital
  - alphénal
  - amobarbital
  - aprobarbital
  - barbital
  - brallobarbital
  - butabarbital
  - hexobarbital
  - méphobarbital
  - pentobarbital
  - phénobarbital
  - sécobarbital
  - talbutal
  - thiobarbital
  - thiopental
- Benzodiazépines et analogues
  - Benzodiazépines
    - Composés 2-céto
      - chlordiazépoxide
      - clorazépate
      - diazépam
      - flurazépam
      - halazépam
      - prazépam
      - tétrazépam

    - Composés 3-hydroxy
      - lorazépam
      - lormétazépam
      - oxazépam
      - témazépam

    - Composés 7-bromo
      - bromazépam

    - Composés 7-nitro
      - clonazépam
      - flunitrazépam
      - nimétazepam
      - nitrazépam

    - Composés triazolo
      - adinazolam
      - alprazolam
      - estazolam
      - triazolam

    - Composés imidazo
      - climazolam
      - loprazolam
      - midazolam

  - Cyclopyrrolones
    - pagoclone
    - pazinclone
    - suproclone
    - suriclone
    - zopiclone

  - Imidazopyridines
    - alpidem
    - nécopidem
    - saripidem
    - zolpidem

  - Thiénodiazépines
    - bentazépam
    - brotizolam
    - clotiazépam
    - étizolam
- Cannabinoïdes
  - cannabidiol
  - cannabinol
- Carbamates
  - méprobamate
- Dialkylphénols
  - fospropofol
  - propofol
- Opiacés / opioïdes
  - Morphine et dérivés
    - morphine*
    -  codéine (méthylmorphine)*
    - désomorphine ("krokodil")
    - dihydrocodéine
    -  codéthyline (éthylmorphine)
    -  héroïne (diacétylmorphine)
    - hydrocodone
    - hydromorphone
    - oxycodone
    - oxymorphone
    -  6-monoacétylmorphine

  - Fentanyl et dérivés
    - fentanyl
    - alfentanil
    - butyrfentanyl
    - carfentanil
    - lofentanil
    - rémifentanil
    - sufentanil
    - thiofentanyl

  - Autres opioïdes
    - buprénorphine
    - étorphine
    - méthadone
    - péthidine
    - tramadol
- Pyrazolopyrimidines
  - zaléplon
- Antihistaminiques
  - diphénhydramine
  - diménhydrinate
  - doxylamine
  - antipsychotiques atypiques
    - quétiapine
- Autres sédatifs
  -  acide gamma-hydroxybutyrique (GHB) **
  - chloroforme
  -  éthanol (alcool) (voir Boisson alcoolisée)
  - éther diéthylique
  -  gamma-butyrolactone (GBL)
  - hydrate de chloral
  - kétamine
  - méthaqualone
  - 1,4-butanediol
- Sédatifs naturels
  - chanvre
  - kava
  - Papavéracées
    - coquelicot
    - pavot de Californie
    - pavot somnifère

  - valériane

* : sédatifs naturels contenus dans le pavot somnifère ; ** : sédatif endogène (neurotransmetteur)